# Oak Hill (Virgínia Ocidental)
Oak Hill é uma cidade localizada no estado norte-americano de Virgínia Ocidental, no Condado de Fayette.

## Demografia
Segundo o censo norte-americano de 2000, a sua população era de 7589 habitantes.
Em 2006, foi estimada uma população de 7272, um decréscimo de 317 (-4.2%).

## Geografia
De acordo com o United States Census Bureau tem uma área de
12,5 km², dos quais 12,5 km² cobertos por terra e 0,0 km² cobertos por água. Oak Hill localiza-se a aproximadamente 544 m acima do nível do mar.

## Localidades na vizinhança
O diagrama seguinte representa as localidades num raio de 16 km ao redor de Oak Hill.